# Грузинська фондова біржа
Грузинська фондова біржа — фондова біржа в Тбілісі, Грузія. Була створена за допомоги Агентства  США з міжнародного розвитку (USAID) і відкрита в 1999 році та почала виконувати регулярну електронну торгівлю починаючи з березня 2000 року. На біржі торгуються акції та державні облігації.
В наш час (на 1 лютого 2011 року) на біржі мають лістинг акції 138 компаній. Загальна капіталізація ринку акцій біржі склала за результатами 2010 року 1,1 млрд. доларів США. 
Середній денний оборот біржі складає 9949 доларів США